# 塔沃里特
塔沃里特女神（Taweret，又寫成Taurt、Tuat、Taueret、Tuart、Ta-weret、Tawaret和Taueret，希臘文是Thoeris和Toeris）是埃及古王國時代孕婦的保護神，能保佑孕婦及新生兒。
塔沃里特女神是一尊直立的雌河馬。有河馬的頭、獅子的脚、鰐魚的背和尾。